# Opprobrium
Opprobrium je americká thrash metalová kapela, která vznikla v roce 1986 v Metairie ve státě Louisiana. Dříve byla známá pod jménem Incubus.

## Diskografie
- 1988 – Serpent Temptation
- 1990 – Beyond the Unknown
- 1996 – Serpent Temptation 1996 Version
- 2000 – Discerning Forces
- 2008 – Mandatory Evac

## Dema
- 1987 – Supernatural Death
- 1987 – Live Soundboard '87